# توريبودا
توريبودا (بالسويدية: Töreboda) هي بلدة سويدية ومركز بلدية توريبودا في مقاطعة فسترا غوتلاند في السويد. بلغ عدد السكان 4,189 نسمة في عام 2010.

## أعلام
- مارتن غونارسون
- أرفيد بيترسون